# Уруп (проток)
Уруп е проток в Тихи океан, отделящ остров Уруп на юг от островите Черните братя (остров Чирпой) на север. Свързва Охотско море и Тихи океан.
Дължината му е около 20 km, минималната ширина е 30 km, а максималната дълбочина надхвърля 500 m. Брегът е стръмен и скалист.
По южното крайбрежие се срещат подводни и надводни скали. В близост до брега на Уруп в протока се намира остров Тайра.
Средното ниво на прилива по бреговете на протока е 1 m. Бреговете му не са населени, намира се в акваторията на Сахалинска област.